# گرگ‌نمای لندن
گرگ‌نمای لندن (انگلیسی: She-Wolf of London) یک فیلم ترسناک به کارگردانی «ژان یاربرو» است که در سال ۱۹۴۶ منتشر شد. از بازیگران آن می‌توان به جون لوکارت اشاره کرد.